# 金剛 (北朝鮮の政治家)
金 剛（キム・ガン、김강）は、朝鮮民主主義人民共和国の軍人、政治家。延安派。

## 経歴
1917年、平安南道江西に生まれる。1934年、上海に行き、民族革命党前衛同盟に加入。中央陸軍軍官学校で教育を受けた後、朝鮮義勇隊で宣伝事業に従事。1941年、朝鮮義勇隊華北支隊第2隊で活動。八路軍の野戦政治部の指導下で敵軍の占領区で離反工作と情報活動に携わっていた。
第2次世界大戦終戦後は朝鮮義勇軍鴨緑江支隊政治主任。1946年2月鴨緑江支隊は安東に進駐し、兵力は6千人近くに拡大した。
1946年春、安東省党書記蕭華の指示を受けて、部下を率いて帰国。義州幹部学校校長、保安幹部学校副校長、人民軍新聞社編集局長、民族保衛省文化局副局長を歴任。
1950年4月、第4野戦軍独立第15師が北朝鮮に入り、第12師団に改編されると政治責任者として赴任。
1950年6月、第12師団（師団長：全宇少将）文化副師団長として朝鮮戦争に参戦。
1950年10月、第35軍団政治部長。
1951年、第5軍団（軍団長：方虎山中将）軍事委員。
1953年、党宣伝扇動部副部長。1955年、文化宣伝省副相。1956年8月30日、徐輝、尹公欽、李弼奎に協力し、共に中国に亡命した（8月宗派事件）。
1957年1月、中共中央党校研究班学員の身分が与えられた。
1958年、中央対外連絡部は四川省党委員会に対し、金剛らを北京から成都に移して単独で居住するよう指示し、その他の亡命幹部も相次いで瀋陽などから四川省に移住させられた。同年夏、中国共産党は彼らを峨眉山に集めて学習会議を開き、それ以後は分かれて中国内陸部の各地に定住することになり、金剛は太原に定住した。中国共産党の要求により、朝鮮から中国に来る人と接触しないこと、国内に書簡を送らないこと、外部に対して朝鮮の問題を語らないことなどについて誓約させられた。中央対外連絡部は、当面彼らの党籍と国籍の問題は触れず、協力的な人間は企業や行政部門で一般的な業務をやらせてよいが、党と政府部門の業務は認めないこと、彼らが結婚して所帯を持つことを認め、生活面では一定の配慮と援助を行うという規定を作った。
1961年7月、毛沢東は金日成との会談で、1956年の北朝鮮に対する内政干渉の責任を廬山会議で失脚した彭徳懐にすべて押し付け、「高崗、彭徳懐はみなフルシチョフの一派だ。彭徳懐は朴一禹しか信用せず、李相朝はいつも李克農の前であなたたちの悪口を言ったが、ことごとく反論された。1956年、彼らは転覆を図り、あなたたちを分裂させようとした」と非難した。やがて中国共産党は公文書の中での彼らに対する呼び方を「朝鮮逃亡幹部」から「朝鮮反党宗派分子」との表現に代えた。
文化大革命が始まると中朝関係の緊張に伴い、中国に亡命した元幹部の待遇は次第に改善され、1982年10月には党中央対外連絡部が山西省党委員会に「中国革命に参加した古参同志であり、楽しい晩年を送るように配慮せよ」と指示した。
2010年2月16日、沈志華が太原で金剛を取材、当時94歳であった。沈志華によれば、頭ははっきりしており、口述もよどみないものだったが、やや難聴であった。取材は健康を配慮して1時間だけ行い、別れ際に金剛は一部のプライベートの資料を寄贈してくれたという。